# Moniquirá
Moniquirá, "a cidade açucarada da Colômbia", está localizada na parte nordoeste do departamento de Boyacá, na Colômbia.
É considerada a capital da província de Ricaurte.
Tem uma temperatura média de 20 graus centígrados.